# Електродна реакція
Електро́дна ре́акція — хімічна півреакція, що відбувається на електродній поверхні. Залежно від напрямку струму, що проходить через поверхню електрод—електроліт, може бути окисненням або відновленням. Наявність реакції визначає потенціал електрода.
Реакція завжди відбувається в декілька послідовних і паралельних елементарних реакційних етапів. У найпростішому випадку є три етапи:
- підхід реактанту до електродної поверхні з електролітного об'єму (переважно внаслідок дифузії, але може відбуватися й завдяки електроміграції);
- інтерфазна реакція з переносом заряду;
- відхід продукту від електродної поверхні в об'єм.

Ця інтерфазна реакція має включати принаймні один елементарний акт, де заряд переноситься з однієї фази в іншу, але може включати також і саму хімічну реакцію на границі поділу фаз.